# Listă de actori argentinieni

Aceasta este o listă de actori argentinieni.

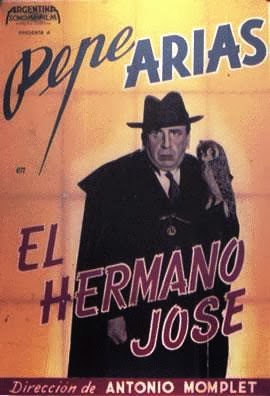
Pepe Arias în El Hermano Jose, 1941

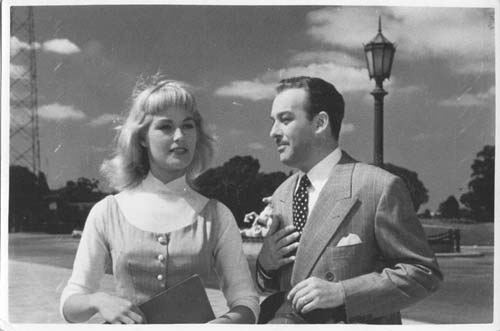
Ayer fue primavera, 1955

Cuprins: Început - 0–9 A B C D E F G H I J K L M N O P Q R S T U V W X Y Z

## A
- Alfredo Alcón
- Norma Aleandro
- Héctor Alterio
- Federico Amador
- Carolina Ardohain
- Pablo Alarcón
- Brenda Asnicar

## B
- Florencia Bertotti
- Michel Brown
- Lola Berthet
- Alexis Bledel
- Camila Bordonaba

## C
- Oswaldo Cabrera
- Hugo del Carril
- Itatí Cantoral
- Luis Medina Castro
- Orestes Caviglia
- Segundo Cernadas
- Grecia Colmenares
- Linda Cristal

## D
- Ricardo Darín
- Andréa Del Boca

## E
- Mariana Espósito

## F
- Thelma Fardin
- Leonardo Favio
- Catherine Fullop

## G
- Analía Gadé
- Julián Gil
- Susana Giménez
- Araceli González

## H
- Laura Hidalgo
- Olivia Hussey

## I
- Imperio Argentina

## L
- Fernando Lamas
- Mercedes Lambre
- Mirtha Legrand
- Luisana Lopilato
- Federico Luppi
- Saúl Lisazo

## M
- Mía Maestro
- Marilú Marini
- Niní Marshall
- Roxana Martínez
- Duilio Marzio
- Nelly Meden
- Claribel Medina
- Alberto de Mendoza
- Tita Merello
- Osvaldo Miranda
- Juana Molina
- Pablo Moret

## O
- Natalia Oreiro

## P
- Horacio Pancheri
- Eva Perón
- Lola Ponce

## R
- Diego Ramos
- Alejandro Rey
- Miguel Angel Rodriguez
- Benjamin Rojas

## S
- Osvaldo Sabatini
- Mario Soffici

## T
- Lolita Torres

## V
- Natalia Verbeke

## Z
- Valentina Zenere

## Vezi și
- Listă de regizori argentinieni

Format:Cinematografia argentiniană